# Dorcadion bistriatum
Dorcadion bistriatum är en skalbaggsart som beskrevs av Maurice Pic 1898. Dorcadion bistriatum ingår i släktet Dorcadion och familjen långhorningar. Inga underarter finns listade i Catalogue of Life.